# Андерсон, Майкл Джей
Майкл Дж. А́ндерсон (англ. Michael J. Anderson, 31 октября 1953 года, Денвер, США) — американский актёр, наиболее известный по ролям Человека из другого места в телесериале «Твин Пикс» и его приквеле «Твин Пикс: Сквозь огонь», а также ролью мистера Рока в фильме «Малхолланд Драйв».

## Жизнь и актёрская карьера
До начала своей актёрской карьеры Андерсон работал компьютерным техником в компании Martin Marietta. Также был привлечён к работе на наземных системах обеспечения программы НАСА Space Shuttle. В 1984 году он нём вышел документальный фильм «Маленький Майк: Видеопортрет Майкла Андерсона» (Little Mike: A Videoportrait of Michael Anderson).
Андерсон появлялся в четырёх эпизодах «Твин Пикс». Человек из другого места (также называемый Карликом) был одет в красный костюм и имел странное произношение. Для этого Андерсон воспользовался обратным произношением — это был «секретный язык», принятый среди его друзей в младшей школе. Фразы, произнесённые задом наперёд, прокручивались в фильме в обратном порядке, что и давало такой странный фонетический эффект.
Карлик также появлялся в приквеле к сериалу, фильме «Твин Пикс: Сквозь огонь».
В фильме «Малхолланд Драйв» Майкл Дж. Андерсон исполнил роль мистера Рока, человека среднего роста. Для этого при съёмках пользовались протезами.
В 2003—2005 годах Андерсон играл в сериале «Карнавал».

## Фильмография
| Год       |     | Русское название                                           | Оригинальное название                 | Роль                             |
| --------- | --- | ---------------------------------------------------------- | ------------------------------------- | -------------------------------- |
| 1983      | ф   | —                                                          | Buddies                               | тайский покупатель               |
| 1986      | ф   | —                                                          | The Great Land of Small               | Фриц / король                    |
| 1986      | ф   | —                                                          | Silent but Deadly                     | доктор Бансон                    |
| 1988      | в   | —                                                          | Tattoo Vampire                        | н/д                              |
| 1989      | ф   | Страдающие ублюдки                                         | Suffering Bastards                    | маленький Элвис                  |
| 1988—1990 | с   | Монстры                                                    | Monsters                              | домашний бог / Холли             |
| 1989      | кор | —                                                          | No Such Thing As Gravity              | ботаник                          |
| 1989—1991 | с   | Твин Пикс                                                  | Twin Peaks                            | человек из другого места         |
| 1990      | кор | Какая разница что случилось с Мейсоном Ризом               | Whatever Happened to Mason Reese      | суши-шеф                         |
| 1990      | кор | Индустриальная симфония №1: Сон девушки с разбитым сердцем | Industrial Symphony No. 1             | Вудсман                          |
| 1991      | ф   | Манекен в движении                                         | Mannequin: On the Move                | носильщик драгоценностей         |
| 1992      | ф   | В супе                                                     | In The Soup                           | маленький человек                |
| 1992      | ф   | Твин Пикс: Сквозь огонь                                    | Twin Peaks: Fire Walk With Me         | человек из другого места         |
| 1992      | с   | Застава фехтовальщиков                                     | Picket Fences                         | Питер Дриб                       |
| 1992      | тф  | —                                                          | Fool’s Fire                           | Хопфрог                          |
| 1993      | ф   | Посланец тьмы                                              | Night Trap                            | офицер полиции                   |
| 1993      | с   | Звёздный путь: Глубокий космос 9                           | Star Trek: Deep Space Nine            | Румпельштильцхен                 |
| 1994      | ф   | Волшебное приключение Эвы                                  | Ava’s Magical Adventure               | Стретч                           |
| 1994      | ф   | —                                                          | Murder Too Sweet                      | торгаш Гарри                     |
| 1994      | ки  | —                                                          | Loadstar: The Legend of Tully Bodine  | второй бармен                    |
| 1995      | с   | Секретные материалы                                        | The X-Files                           | мистер Натт                      |
| 1995      | ф   | Невольные пташки                                           | Caged Hearts                          | Джон                             |
| 1996      | ф   | Бандит                                                     | Street Gun                            | Ламар                            |
| 1997      | ф   | Доблестные воины                                           | Warriors of Virtue                    | Мудлеп                           |
| 1998      | с   | —                                                          | Maggie                                | н/д                              |
| 1998      | в   | Клуб вампиров                                              | Club Vampire                          | Киддо                            |
| 1998      | с   | Дорогая, я уменьшил детей                                  | Honey, I Shrunk the Kids: The TV Show | Омар                             |
| 1999      | с   | —                                                          | The Phantom Eye                       | кукла / Карл                     |
| 1999      | с   | Порт Чарльз                                                | Port Charles                          | Питер Зорин                      |
| 1999      | тф  | —                                                          | Mulholland Dr.                        | мистер Рок                       |
| 1999      | ки  | —                                                          | Road Rash: Jailbreak                  | Пант                             |
| 1999      | ф   | —                                                          | Minimum Wage                          | Зик Блик                         |
| 2000      | тф  | Так кончается мир                                          | This Is How the World Ends            | шумный грабитель                 |
| 2001      | с   | Чёрный скорпион                                            | Black Scorpion                        | малыш Хэнд                       |
| 2001      | ф   | Малхолланд Драйв                                           | Mulholland Drive                      | мистер Рок                       |
| 2001      | тф  | Белоснежка                                                 | Snow White: The Fairest of Them All   | Воскресенье, лидер гномов        |
| 2003      | кор | —                                                          | Sticky Fingers                        | сердитый человек                 |
| 2003      | ф   | Маленькие пальчики                                         | Tiptoes                               | Бруно                            |
| 2003—2005 | с   | Карнавал                                                   | Carnivàle                             | Самсон                           |
| 2004      | кор | —                                                          | Big Time                              | Генри Бландербор                 |
| 2006      | с   | Зачарованные                                               | Charmed                               | О’Брайн / лепрекон               |
| 2010      | с   | Детектив Раш                                               | Cold Case                             | Натаниэль «Бигги» Джонс          |
| 2011      | мс  | Время приключений                                          | Adventure Time                        | Гамми                            |
| 2013      | мс  | Скуби-Ду: Мистическая корпорация                           | Scooby-Doo! Mystery Incorporated      | танцор / профессор Горацио Харон |
| 2014      | ф   | Твин Пикс: Вырезанные сцены                                | Twin Peaks: The Missing Pieces        | человек из другого места         |